# Carlos Bilardo
Carlos Salvador Bilardo (La Paternal, 16 marzo 1938) è un allenatore di calcio ed ex calciatore argentino, noto soprattutto per essere stato il commissario tecnico della nazionale argentina campione del mondo nel 1986 e vicecampione del mondo nel 1990. È stato collaboratore di Maradona sulla panchina dell'Argentina ai Mondiali sudafricani del 2010.

## Biografia
Nato in Argentina da genitori italiani emigrati, per la precisione di Mazzarino (provincia di Caltanissetta), in Sicilia, Bilardo trascorse l'infanzia tra il calcio, lo studio ed il lavoro. Sebbene militasse nelle giovanili del San Lorenzo de Almagro, non abbandonò mai l'ambizione di laurearsi in medicina e diventare ginecologo, professione che praticò poi anche per un certo periodo di tempo agli inizi della carriera di allenatore.
Dal 2018 è affetto dalla sindrome di Hakim-Adams, una malattia degenerativa al cervello. Gli infermieri e gli assistenti che lo hanno in cura dal 2020 gli hanno nascosto la notizia della morte dell'amico Diego Armando Maradona, che Bilardo ha allenato in nazionale.

## Carriera

### Giocatore

#### Primi anni da professionista
Fece il suo esordio con il San Lorenzo nella Primera División del 1958 nella partita persa contro l'Estudiantes per 2-1, realizzando la rete della propria squadra. Agli inizi della carriera fu schierato come ala destra. L'anno seguente collezionò alcune presenze nel campionato di Primera División vinto dal San Lorenzo. Nel 1959 debuttò anche nelle giovanili della Nazionale di calcio dell'Argentina, mentre l'anno successivo partecipò al torneo olimpico di Roma.
Nel 1961 fu trasferito al Deportivo Español, altro club della capitale, diventando il miglior marcatore della squadra. In uno dei campionati con il Deportivo si piazzò terzo nella classifica marcatori con 23 reti, ma passò gradualmente alla posizione arretrata di centrocampista.

#### Estudiantes
Grazie alle sue prestazioni, nel 1965 passò al quotato Estudiantes de La Plata, il cui allenatore Osvaldo Zubeldía lo impiegò come regista affidandogli la maglia numero 8. Nelle successive quattro stagioni vinse con la squadra di La Plata il Campionato Metropolitano (1967), tre Coppe Libertadores (1968-1970) e la Coppa Intercontinentale 1968, battendo nella doppia finale il Manchester United di Bobby Charlton e George Best. La squadra avrebbe poi perso l'edizione successiva contro il Milan e quella del 1970 contro il Feyenoord.
A seguito dei notevoli progressi tecnici e comportamentali compiuti sotto la guida di Zubeldía, da lui definito maestro di calcio e di vita, verso la fine della carriera Bilardo divenne una sorta di allenatore in campo. Acquisì dal tecnico la capacità di creare un forte senso di amicizia e collaborazione tra i componenti della squadra, una qualità che lo avrebbe distinto nella carriera di allenatore.

### Allenatore

#### Primi incarichi
Laureatosi in Medicina all'Università di Buenos Aires insieme al compagno di squadra Raúl Madero, nel 1970 si ritirò dall'attività agonistica, accettando l'incarico di vice di Zubeldia all'Estudiantes. Nella stagione successiva, dopo il trasferimento di Zubeldia all'Huracán, assunse la guida della squadra nelle ultime giornate del Campeonato Metropolitano, ottenendo la salvezza. In quegli anni si divise tra il lavoro di allenatore, la famiglia (si era sposato nel 1968 ed aveva avuto una figlia) e l'aiuto nella gestione dell'azienda del padre; inoltre trovò tempo anche per compiere ricerche sul tumore del retto e lavorare come ginecologo. Tornò ad allenare l'Estudiantes nel 1973, rimanendo fino al 1976.
A causa degli impegni calcistici, abbandonò definitivamente la carriera di medico nel 1976, non potendo dedicarsi a tempo pieno alla professione. Dopo aver allenato per due anni il Deportivo Cali e per un breve periodo il San Lorenzo, nel 1979 venne nominato commissario tecnico della nazionale della Colombia. Fu licenziato dopo aver mancato la qualificazione al campionato del mondo 1982 e nello stesso anno ritornò ad allenare l'Estudiantes.
In quella stagione il club aveva incassato molti soldi per la cessione di Patricio Hernández e fu in grado di soddisfare le richieste di rinforzi da lui sollecitate. La squadra giunse alle semifinali del Campionato Nacional e vinse il Campionato Metropolitano. I suoi schemi erano basati sulle tattiche di Zubeldía ed ebbe grande successo il gioco d'attacco espresso dalla squadra, in cui militavano Alejandro Sabella, Marcelo Trobbiani, Hugo Ernesto Gottardi e José Daniel Ponce.

#### Nazionale argentina

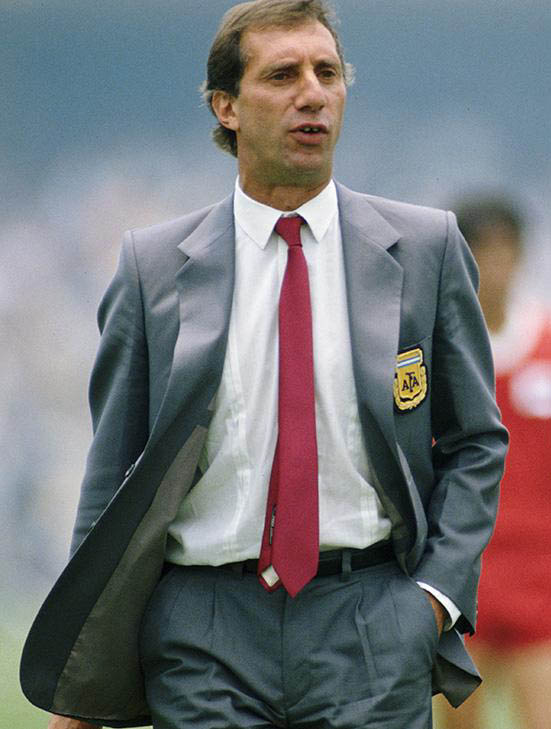
Bilardo in veste di commissario tecnico dell'Argentina ai vittoriosi Mondiali del 1986

Si guadagnò così la fiducia dei dirigenti della Federazione calcistica dell'Argentina, che nel 1983 gli assegnarono l'incarico di commissario tecnico della Nazionale albi-celeste, dove rimpiazzò César Luis Menotti, che aveva condotto la squadra alla vittoria del mondiale del 1978 ed era stato sollevato dall'incarico dopo l'eliminazione dal mondiale del 1982 contro Italia e Brasile. Iniziò quindi a viaggiare in Europa per osservare i giocatori argentini che riteneva validi per giocare con Diego Armando Maradona, attorno al quale fu costruita la squadra. Malgrado le critiche ricevute e dopo vari esperimenti, adottò il modulo 3-5-2, di cui è ritenuto essere il principale utilizzatore dei tempi moderni.
Giunse così il trionfo dell'Argentina nel campionato del mondo 1986 e la definitiva consacrazione di Maradona, trascinatore della squadra e vincitore del Pallone d'oro, premio assegnato al miglior giocatore del torneo. Bilardo dedicò il titolo di campione del mondo all'amico e maestro Osvaldo Zubeldía.
L'incarico di CT dell'Argentina durò fino al successivo campionato del mondo, quello del 1990, in cui arrivò nuovamente alla finale ma la perse contro la Germania Ovest per 1-0, subendo un gol negli ultimi minuti su calcio di rigore. La squadra era arrivata alla manifestazione con diversi giocatori importanti infortunati, compreso Maradona; malgrado la grande accoglienza ricevuta al ritorno in patria, Bilardo considerò il secondo posto un insuccesso e appena dopo la fine del mondiale diede le dimissioni, chiudendo l'esperienza con una percentuale di vittorie del 61%, fino ad allora la più alta fra quelle conseguite dai precedenti allenatori della Nazionale; al suo posto fu ingaggiato Alfio Basile.

#### Ultimi anni da allenatore
Dal 1990 in poi, la carriera di Bilardo ebbe momenti di alti e bassi. Dopo due stagioni senza allenare, si riunì con Maradona prima nel 1992 al Siviglia, dove rimase una sola stagione, e poi al Boca Juniors nel 1996, dopo altri due anni lontano dalle panchine. Assunse la guida del club di Buenos Aires in un momento di transizione societaria, con la squadra composta principalmente da giovani, tra cui Juan Sebastián Verón, Kily González e Juan Román Riquelme, lanciati proprio da Bilardo. Dopo altri due anni di pausa, riprese l'attività come CT della Nazionale di calcio della Libia nelle stagioni 1999 e 2000. Gli ultimi anni sulla panchina furono il 2003 e il 2004, nuovamente alla guida dell'Estudiantes.

#### Assistente dell'Argentina e altre attività
In occasione del campionato del mondo 2006, commentò le partite del torneo per la televisione argentina Canal 13. Dopo l'eliminazione dell'Argentina ai quarti di finale contro la Germania e le dimissioni di José Pekerman, figurava tra i possibili successori in panchina, ma venne invece nominato Alfio Basile, che come già detto aveva già allenato in passato l'Argentina proprio come successore di Bilardo nel 1990. Nel 2007 si oppose alla decisione della FIFA di proibire le gare internazionali al di sopra dei 2500 metri d'altitudine, congiuntamente al medico della Nazionale argentina Raúl Madero. Dopo le elezioni governative del 2007, fu nominato Segretario dello Sport della Provincia di Buenos Aires all'interno del governo di Daniel Scioli.
Il 28 ottobre 2008, Bilardo assunse l'incarico di assistente di Maradona, diventato C.T. dell'Argentina. Nel luglio del 2010, dopo che Maradona era stato costretto alle dimissioni in seguito al fallimento della Nazionale ai Mondiali sudafricani, a Bilardo fu confermato l'incarico e divenne assistente del nuovo C.T. Sergio Batista. Fu profondamente amareggiato per l'attacco nei suoi confronti di Maradona, che lo accusò di aver complottato contro di lui con il presidente della federazione Julio Grondona, il quale aveva inizialmente garantito la conferma dell'incarico a Maradona malgrado l'insuccesso. L'incarico di assistente in Nazionale gli è stato confermato anche quando come CT venne ingaggiato il suo ex giocatore Alejandro Sabella, che sostituì Batista nel 2011 dopo le mediocri prestazioni della squadra alla Copa América 2011 disputata in casa.
In un'intervista del dicembre 2010, Maradona affermò che, quando era in Italia, José Altafini gli avrebbe confessato che, durante un Estudiantes-Milan degli anni sessanta, Bilardo sarebbe stato "drogato fino agli occhi".
Bilardo ha scritto un libro intitolato Así Ganamos (Così abbiamo vinto, Editorial Sudamericana Planeta), in cui racconta come l'Argentina vinse il Mondiale messicano del 1986.
Nell'agosto del 2014, Bilardo si dimette a causa della nomina di Gerardo Martino come nuovo CT.

## Statistiche

### Nazionale argentina
| Squadra   | Naz                  | da             | a             | Record | Record | Record | Record     | Record | Record | Record | Record |
| G         | V                    | N              | P             | GF     | GS     | DR     | Vittorie % |        |        |        |        |
| --------- | -------------------- | -------------- | ------------- | ------ | ------ | ------ | ---------- | ------ | ------ | ------ | ------ |
| Argentina | Argentina (bandiera) | 12 maggio 1983 | 8 luglio 1990 | 81     | 28     | 30     | 23         | 91     | 74     | +17    | 34,57  |

### Panchine da commissario tecnico della nazionale argentina
| Cronologia completa delle presenze e delle reti in nazionale ― Argentina | Cronologia completa delle presenze e delle reti in nazionale ― Argentina | Cronologia completa delle presenze e delle reti in nazionale ― Argentina | Cronologia completa delle presenze e delle reti in nazionale ― Argentina | Cronologia completa delle presenze e delle reti in nazionale ― Argentina | Cronologia completa delle presenze e delle reti in nazionale ― Argentina | Cronologia completa delle presenze e delle reti in nazionale ― Argentina | Cronologia completa delle presenze e delle reti in nazionale ― Argentina |
| Data                                                                     | Città                                                                    | In casa                                                                  | Risultato                                                                | Ospiti                                                                   | Competizione                                                             | Reti                                                                     | Note                                                                     |
| ------------------------------------------------------------------------ | ------------------------------------------------------------------------ | ------------------------------------------------------------------------ | ------------------------------------------------------------------------ | ------------------------------------------------------------------------ | ------------------------------------------------------------------------ | ------------------------------------------------------------------------ | ------------------------------------------------------------------------ |
| 12-5-1983                                                                | Santiago del Cile                                                        | Cile                                                                     | 2 – 2                                                                    | Argentina                                                                | Amichevole                                                               | -                                                                        |                                                                          |
| 23-6-1983                                                                | Buenos Aires                                                             | Argentina                                                                | 1 – 0                                                                    | Cile                                                                     | Amichevole                                                               | -                                                                        |                                                                          |
| 14-7-1983                                                                | Asunción                                                                 | Paraguay                                                                 | 1 – 0                                                                    | Argentina                                                                | Copa Félix Bogado                                                        | -                                                                        |                                                                          |
| 21-7-1983                                                                | Buenos Aires                                                             | Argentina                                                                | 0 – 0                                                                    | Paraguay                                                                 | Copa Félix Bogado                                                        | -                                                                        |                                                                          |
| 10-8-1983                                                                | Quito                                                                    | Ecuador                                                                  | 2 – 2                                                                    | Argentina                                                                | Coppa America 1983 - Primo turno                                         | -                                                                        |                                                                          |
| 24-8-1983                                                                | Buenos Aires                                                             | Argentina                                                                | 1 – 0                                                                    | Brasile                                                                  | Coppa America 1983 - Primo turno                                         | -                                                                        |                                                                          |
| 7-9-1983                                                                 | Buenos Aires                                                             | Argentina                                                                | 2 – 2                                                                    | Ecuador                                                                  | Coppa America 1983 - Primo turno                                         | -                                                                        |                                                                          |
| 14-9-1983                                                                | Rio de Janeiro                                                           | Brasile                                                                  | 0 – 0                                                                    | Argentina                                                                | Coppa America 1983 - Primo turno                                         | -                                                                        |                                                                          |
| 14-1-1984                                                                | Calcutta                                                                 | India                                                                    | 0 – 1                                                                    | Argentina                                                                | Coppa Nehru                                                              | -                                                                        |                                                                          |
| 17-1-1984                                                                | Calcutta                                                                 | Polonia                                                                  | 1 – 1                                                                    | Argentina                                                                | Coppa Nehru                                                              | -                                                                        |                                                                          |
| 20-1-1984                                                                | Calcutta                                                                 | Cina                                                                     | 1 – 0                                                                    | Argentina                                                                | Coppa Nehru                                                              | -                                                                        |                                                                          |
| 17-6-1984                                                                | San Paolo                                                                | Brasile                                                                  | 0 – 0                                                                    | Argentina                                                                | Amichevole                                                               | -                                                                        |                                                                          |
| 18-7-1984                                                                | Montevideo                                                               | Uruguay                                                                  | 1 – 0                                                                    | Argentina                                                                | Amichevole                                                               | -                                                                        |                                                                          |
| 2-8-1984                                                                 | Buenos Aires                                                             | Argentina                                                                | 0 – 0                                                                    | Uruguay                                                                  | Amichevole                                                               | -                                                                        |                                                                          |
| 24-8-1984                                                                | Bogotà                                                                   | Colombia                                                                 | 1 – 0                                                                    | Argentina                                                                | Amichevole                                                               | -                                                                        |                                                                          |
| 1-9-1984                                                                 | Berna                                                                    | Svizzera                                                                 | 0 – 2                                                                    | Argentina                                                                | Amichevole                                                               | -                                                                        |                                                                          |
| 5-9-1984                                                                 | Bruxelles                                                                | Belgio                                                                   | 0 – 2                                                                    | Argentina                                                                | Amichevole                                                               | -                                                                        |                                                                          |
| 12-9-1984                                                                | Düsseldorf                                                               | Germania Ovest                                                           | 1 – 3                                                                    | Argentina                                                                | Amichevole                                                               | -                                                                        |                                                                          |
| 18-9-1984                                                                | Monterrey                                                                | Messico                                                                  | 1 – 1                                                                    | Argentina                                                                | Amichevole                                                               | -                                                                        |                                                                          |
| 25-10-1984                                                               | Buenos Aires                                                             | Argentina                                                                | 1 – 1                                                                    | Messico                                                                  | Amichevole                                                               | -                                                                        |                                                                          |
| 28-4-1985                                                                | Asunción                                                                 | Paraguay                                                                 | 1 – 0                                                                    | Argentina                                                                | Amichevole                                                               | -                                                                        |                                                                          |
| 5-5-1985                                                                 | Salvador                                                                 | Brasile                                                                  | 2 – 1                                                                    | Argentina                                                                | Amichevole                                                               | -                                                                        |                                                                          |
| 9-5-1985                                                                 | Buenos Aires                                                             | Argentina                                                                | 1 – 1                                                                    | Paraguay                                                                 | Amichevole                                                               | -                                                                        |                                                                          |
| 14-5-1985                                                                | Buenos Aires                                                             | Argentina                                                                | 2 – 0                                                                    | Cile                                                                     | Amichevole                                                               | -                                                                        |                                                                          |
| 26-5-1985                                                                | San Cristóbal                                                            | Venezuela                                                                | 2 – 3                                                                    | Argentina                                                                | Qual. Mondiali 1986                                                      | -                                                                        |                                                                          |
| 2-6-1985                                                                 | Bogotà                                                                   | Colombia                                                                 | 1 – 3                                                                    | Argentina                                                                | Qual. Mondiali 1986                                                      | -                                                                        |                                                                          |
| 9-6-1985                                                                 | Buenos Aires                                                             | Argentina                                                                | 3 – 0                                                                    | Venezuela                                                                | Qual. Mondiali 1986                                                      | -                                                                        |                                                                          |
| 16-6-1985                                                                | Buenos Aires                                                             | Argentina                                                                | 1 – 0                                                                    | Colombia                                                                 | Qual. Mondiali 1986                                                      | -                                                                        |                                                                          |
| 23-6-1985                                                                | Lima                                                                     | Perù                                                                     | 1 – 0                                                                    | Argentina                                                                | Qual. Mondiali 1986                                                      | -                                                                        |                                                                          |
| 30-6-1985                                                                | Buenos Aires                                                             | Argentina                                                                | 2 – 2                                                                    | Perù                                                                     | Qual. Mondiali 1986                                                      | -                                                                        |                                                                          |
| 14-11-1985                                                               | Los Angeles                                                              | Argentina                                                                | 1 – 1                                                                    | Messico                                                                  | Amichevole                                                               | -                                                                        |                                                                          |
| 11-11-1985                                                               | Puebla                                                                   | Messico                                                                  | 1 – 1                                                                    | Argentina                                                                | Amichevole                                                               | -                                                                        |                                                                          |
| 26-3-1986                                                                | Parigi                                                                   | Francia                                                                  | 2 – 0                                                                    | Argentina                                                                | Amichevole                                                               | -                                                                        |                                                                          |
| 30-4-1986                                                                | Oslo                                                                     | Norvegia                                                                 | 1 – 0                                                                    | Argentina                                                                | Amichevole                                                               | -                                                                        |                                                                          |
| 4-5-1986                                                                 | Ramat Gan                                                                | Israele                                                                  | 2 – 7                                                                    | Argentina                                                                | Amichevole                                                               | -                                                                        |                                                                          |
| 2-6-1986                                                                 | Città del Messico                                                        | Argentina                                                                | 3 – 1                                                                    | Corea del Sud                                                            | Mondiali 1986 - Fase a gironi                                            | -                                                                        |                                                                          |
| 5-6-1986                                                                 | Puebla                                                                   | Italia                                                                   | 1 – 1                                                                    | Argentina                                                                | Mondiali 1986 - Fase a gironi                                            | -                                                                        |                                                                          |
| 10-6-1986                                                                | Città del Messico                                                        | Argentina                                                                | 2 – 0                                                                    | Bulgaria                                                                 | Mondiali 1986 - Fase a gironi                                            | -                                                                        |                                                                          |
| 16-6-1986                                                                | Puebla                                                                   | Argentina                                                                | 1 – 0                                                                    | Uruguay                                                                  | Mondiali 1986 - Ottavi di finale                                         | -                                                                        |                                                                          |
| 22-6-1986                                                                | Città del Messico                                                        | Argentina                                                                | 2 – 1                                                                    | Inghilterra                                                              | Mondiali 1986 - Quarti di finale                                         | -                                                                        |                                                                          |
| 25-6-1986                                                                | Città del Messico                                                        | Argentina                                                                | 2 – 0                                                                    | Belgio                                                                   | Mondiali 1986 - Semifinale                                               | -                                                                        |                                                                          |
| 29-6-1986                                                                | Città del Messico                                                        | Argentina                                                                | 3 – 2                                                                    | Germania Ovest                                                           | Mondiali 1986 - Finale                                                   | -                                                                        | 2º titolo mondiale                                                       |
| 10-6-1987                                                                | Zurigo                                                                   | Italia                                                                   | 3 – 1                                                                    | Argentina                                                                | Amichevole                                                               | -                                                                        |                                                                          |
| 20-6-1987                                                                | Buenos Aires                                                             | Argentina                                                                | 0 – 1                                                                    | Paraguay                                                                 | Amichevole                                                               | -                                                                        |                                                                          |
| 27-6-1987                                                                | Buenos Aires                                                             | Argentina                                                                | 1 – 1                                                                    | Perù                                                                     | Coppa America 1987 - Primo turno                                         | -                                                                        |                                                                          |
| 2-7-1987                                                                 | Buenos Aires                                                             | Argentina                                                                | 3 – 0                                                                    | Ecuador                                                                  | Coppa America 1987 - Primo turno                                         | -                                                                        |                                                                          |
| 9-7-1987                                                                 | Buenos Aires                                                             | Argentina                                                                | 0 – 1                                                                    | Uruguay                                                                  | Coppa America 1987 - Semifinale                                          | -                                                                        |                                                                          |
| 11-7-1987                                                                | Buenos Aires                                                             | Argentina                                                                | 1 – 2                                                                    | Colombia                                                                 | Coppa America 1987 - Finale 3º posto                                     | -                                                                        |                                                                          |
| 16-12-1987                                                               | Buenos Aires                                                             | Argentina                                                                | 1 – 0                                                                    | Germania Ovest                                                           | Amichevole                                                               | -                                                                        |                                                                          |
| 31-3-1988                                                                | Berlino Ovest                                                            | Unione Sovietica                                                         | 4 – 2                                                                    | Argentina                                                                | Torneo delle 4 nazioni                                                   | -                                                                        |                                                                          |
| 2-4-1988                                                                 | Berlino Ovest                                                            | Germania Ovest                                                           | 1 – 0                                                                    | Argentina                                                                | Torneo delle 4 nazioni                                                   | -                                                                        |                                                                          |
| 6-7-1988                                                                 | Adelaide                                                                 | Argentina                                                                | 2 – 2                                                                    | Arabia Saudita                                                           | Australia Bicentennial Cup                                               | -                                                                        |                                                                          |
| 10-7-1988                                                                | Melbourne                                                                | Brasile                                                                  | 0 – 0                                                                    | Argentina                                                                | Australia Bicentennial Cup                                               | -                                                                        |                                                                          |
| 14-7-1988                                                                | Sydney                                                                   | Australia                                                                | 4 – 1                                                                    | Argentina                                                                | Australia Bicentennial Cup                                               | -                                                                        |                                                                          |
| 16-7-1988                                                                | Canberra                                                                 | Argentina                                                                | 2 – 0                                                                    | Arabia Saudita                                                           | Australia Bicentennial Cup                                               | -                                                                        |                                                                          |
| 12-10-1988                                                               | Siviglia                                                                 | Spagna                                                                   | 1 – 1                                                                    | Argentina                                                                | Copa de la Hispanidad                                                    | -                                                                        |                                                                          |
| 9-3-1989                                                                 | Barranquilla                                                             | Colombia                                                                 | 1 – 0                                                                    | Argentina                                                                | Amichevole                                                               | -                                                                        |                                                                          |
| 13-4-1989                                                                | Guayaquil                                                                | Ecuador                                                                  | 2 – 2                                                                    | Argentina                                                                | Amichevole                                                               | -                                                                        |                                                                          |
| 20-4-1989                                                                | Santiago del Cile                                                        | Cile                                                                     | 1 – 1                                                                    | Argentina                                                                | Amichevole                                                               | -                                                                        |                                                                          |
| 2-7-1989                                                                 | Goiânia                                                                  | Argentina                                                                | 1 – 0                                                                    | Colombia                                                                 | Coppa America 1989 - Primo turno                                         | -                                                                        |                                                                          |
| 4-7-1989                                                                 | Goiânia                                                                  | Argentina                                                                | 0 – 0                                                                    | Ecuador                                                                  | Coppa America 1989 - Primo turno                                         | -                                                                        |                                                                          |
| 8-7-1989                                                                 | Goiânia                                                                  | Argentina                                                                | 1 – 0                                                                    | Uruguay                                                                  | Coppa America 1989 - Primo turno                                         | -                                                                        |                                                                          |
| 10-7-1989                                                                | Goiânia                                                                  | Argentina                                                                | 0 – 0                                                                    | Bolivia                                                                  | Coppa America 1989 - Primo turno                                         | -                                                                        |                                                                          |
| 12-7-1989                                                                | Rio de Janeiro                                                           | Brasile                                                                  | 2 – 0                                                                    | Argentina                                                                | Coppa America 1989 - Girone finale                                       | -                                                                        |                                                                          |
| 14-7-1989                                                                | Rio de Janeiro                                                           | Uruguay                                                                  | 2 – 0                                                                    | Argentina                                                                | Coppa America 1989 - Girone finale                                       | -                                                                        |                                                                          |
| 16-7-1989                                                                | Rio de Janeiro                                                           | Paraguay                                                                 | 0 – 0                                                                    | Argentina                                                                | Coppa America 1989 - Girone finale                                       | -                                                                        |                                                                          |
| 21-12-1989                                                               | Cagliari                                                                 | Italia                                                                   | 0 – 0                                                                    | Argentina                                                                | Amichevole                                                               | -                                                                        |                                                                          |
| 17-1-1990                                                                | Los Angeles                                                              | Argentina                                                                | 0 – 2                                                                    | Messico                                                                  | Amichevole                                                               | -                                                                        |                                                                          |
| 28-3-1990                                                                | Glasgow                                                                  | Scozia                                                                   | 1 – 0                                                                    | Argentina                                                                | Amichevole                                                               | -                                                                        |                                                                          |
| 3-5-1990                                                                 | Vienna                                                                   | Austria                                                                  | 1 – 1                                                                    | Argentina                                                                | Amichevole                                                               | -                                                                        |                                                                          |
| 8-5-1990                                                                 | Berna                                                                    | Svizzera                                                                 | 1 – 1                                                                    | Argentina                                                                | Amichevole                                                               | -                                                                        |                                                                          |
| 22-5-1990                                                                | Ramat Gan                                                                | Israele                                                                  | 1 – 2                                                                    | Argentina                                                                | Amichevole                                                               | -                                                                        |                                                                          |
| 8-6-1990                                                                 | Milano                                                                   | Argentina                                                                | 0 – 1                                                                    | Camerun                                                                  | Mondiali 1990 - Fase a gironi                                            | -                                                                        |                                                                          |
| 13-6-1990                                                                | Napoli                                                                   | Argentina                                                                | 2 – 0                                                                    | Unione Sovietica                                                         | Mondiali 1990 - Fase a gironi                                            | -                                                                        |                                                                          |
| 13-6-1990                                                                | Napoli                                                                   | Argentina                                                                | 1 – 1                                                                    | Romania                                                                  | Mondiali 1990 - Fase a gironi                                            | -                                                                        |                                                                          |
| 24-6-1990                                                                | Torino                                                                   | Brasile                                                                  | 0 – 1                                                                    | Argentina                                                                | Mondiali 1990 - Ottavi di finale                                         | -                                                                        |                                                                          |
| 30-6-1990                                                                | Firenze                                                                  | Argentina                                                                | 0 – 0 (3-2 dtr)                                                          | Jugoslavia                                                               | Mondiali 1990 - Quarti di finale                                         | -                                                                        |                                                                          |
| 3-7-1990                                                                 | Napoli                                                                   | Italia                                                                   | 1 – 1 (3-4 dtr)                                                          | Argentina                                                                | Mondiali 1990 - Semifinale                                               | -                                                                        |                                                                          |
| 8-7-1990                                                                 | Roma                                                                     | Argentina                                                                | 0 – 1                                                                    | Germania Ovest                                                           | Mondiali 1990 - Finale                                                   | -                                                                        |                                                                          |
| Totale                                                                   |                                                                          | Presenze                                                                 | 81                                                                       |                                                                          | Reti                                                                     |                                                                          |                                                                          |

## Palmarès

### Giocatore

#### Competizioni nazionali
- Campionato argentino: 2

San Lorenzo de Almagro: Primera División 1959
Estudiantes: Metropolitano 1967

#### Competizioni internazionali
- Coppa Libertadores: 3

Estudiantes: 1968, 1969, 1970
- Coppa Intercontinentale: 1

Estudiantes: 1968
- Coppa Interamericana: 1

Estudiantes: 1968

### Allenatore

#### Club
- Campionato argentino: 1

Estudiantes: Metropolitano 1982

#### Nazionale
- Campionato mondiale: 1

Argentina: Messico 1986

#### Individuale
- Allenatore sudamericano dell'anno: 2

1986, 1987